# The Wonderland Tour 2005
The Wonderland Tour 2005 é o primeiro DVD da banda britânica McFly, filmado em Manchester, com canções dos álbuns Room on the 3rd Floor e Wonderland.

## Faixas[1]
1. Intro
2. I've Got You
3. Nothing
4. Obviously
5. Ultraviolet
6. Too Close For Comfort
7. That Girl
8. Diarrhea
9. Silence is a Scary Sound
10. She Falls Asleep
11. Unsaid Things
12. The Ballad of Paul K
13. Don't Know Why
14. 5 Colours in Her Hair
15. Pinball Wizard
16. Room on the 3rd Floor
17. Memory Lane
18. Encore/I'll Be OK
19. All About You
20. I Wanna Hold You